# Eucalyptus macrocarpa
Eucalyptus macrocarpa là một loài thực vật có hoa trong Họ Đào kim nương. Loài này được Hook. mô tả khoa học đầu tiên năm 1842.

## Hình ảnh

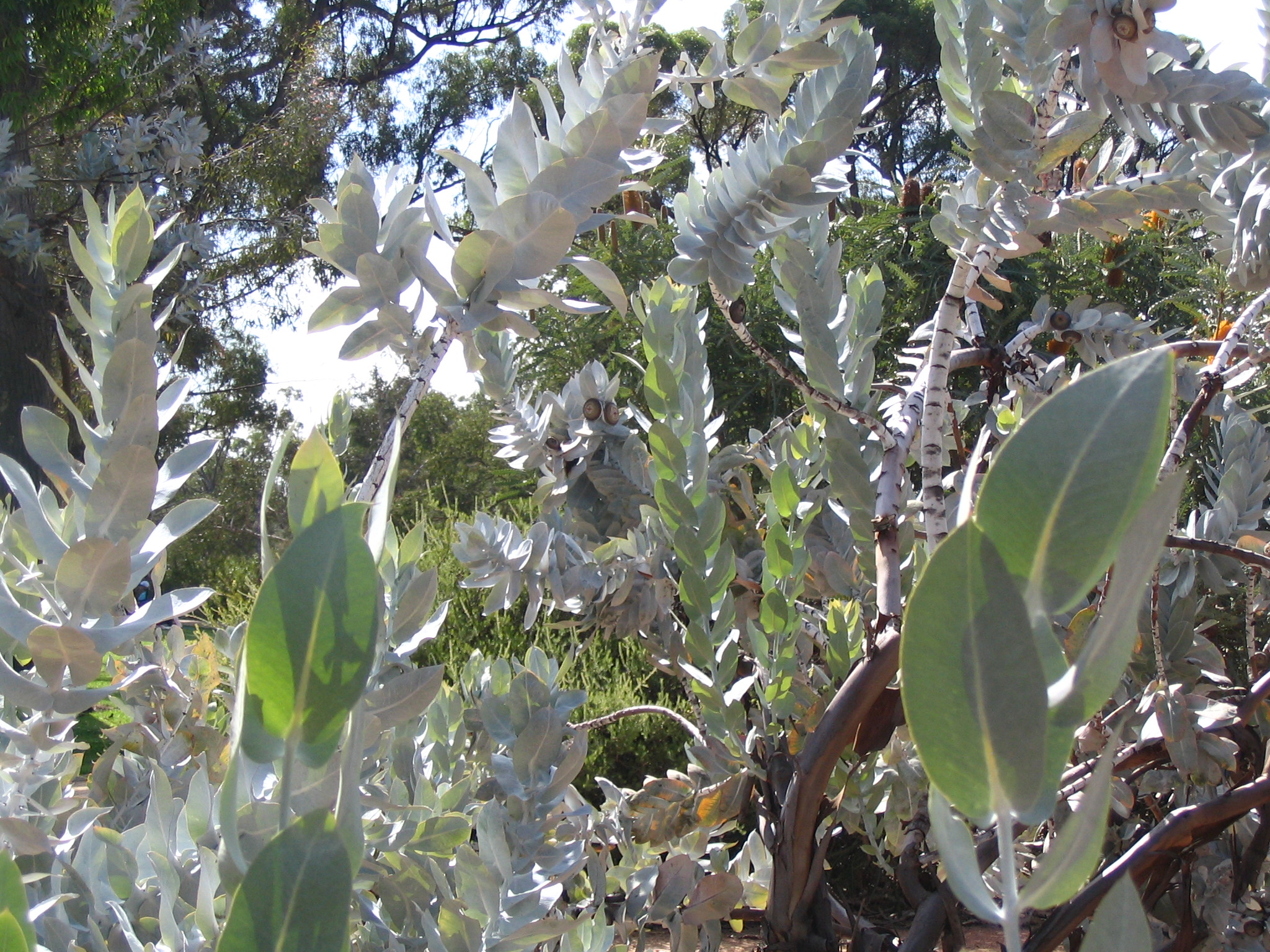
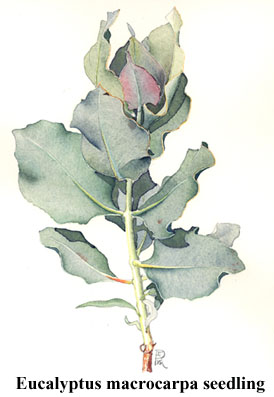
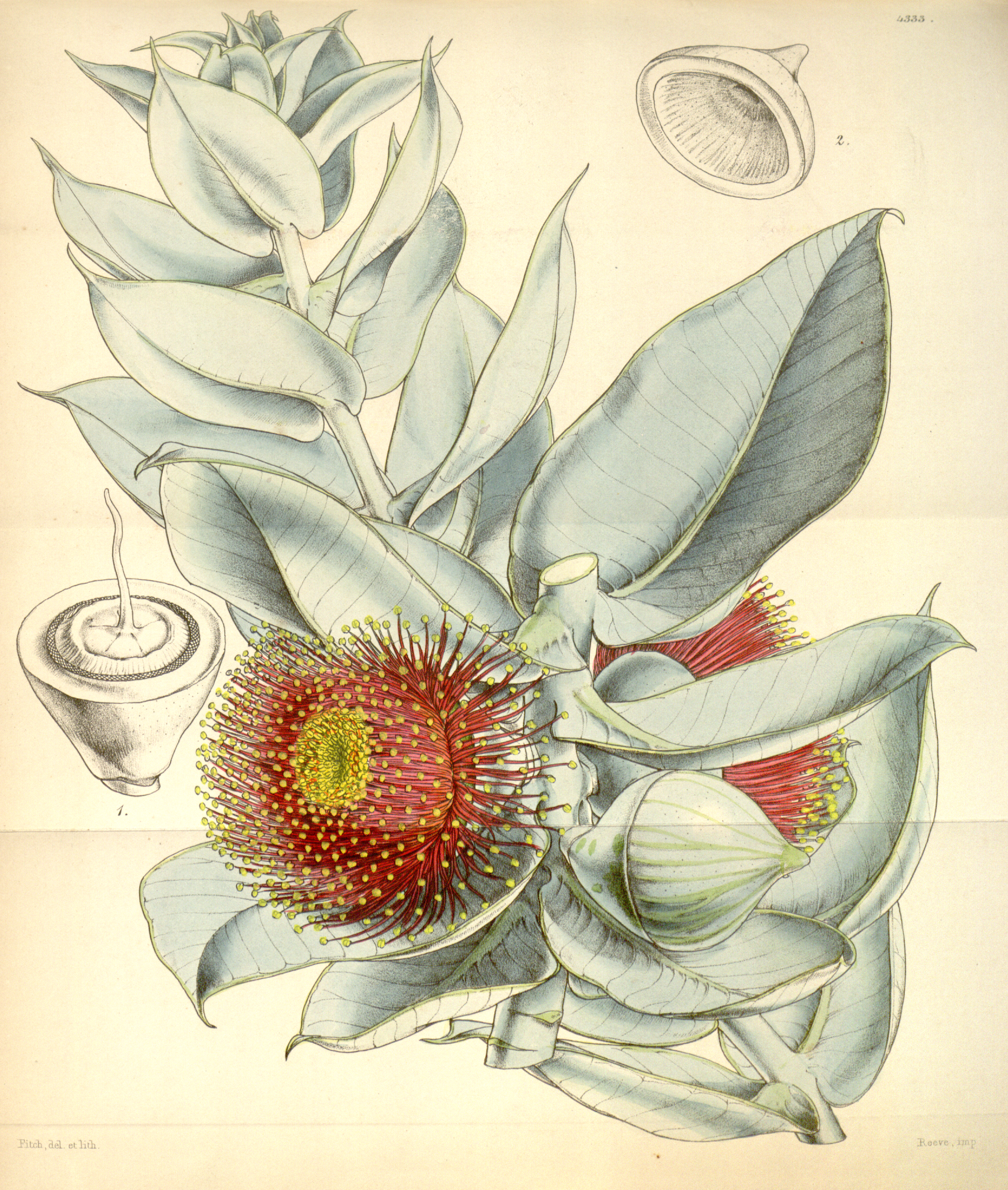
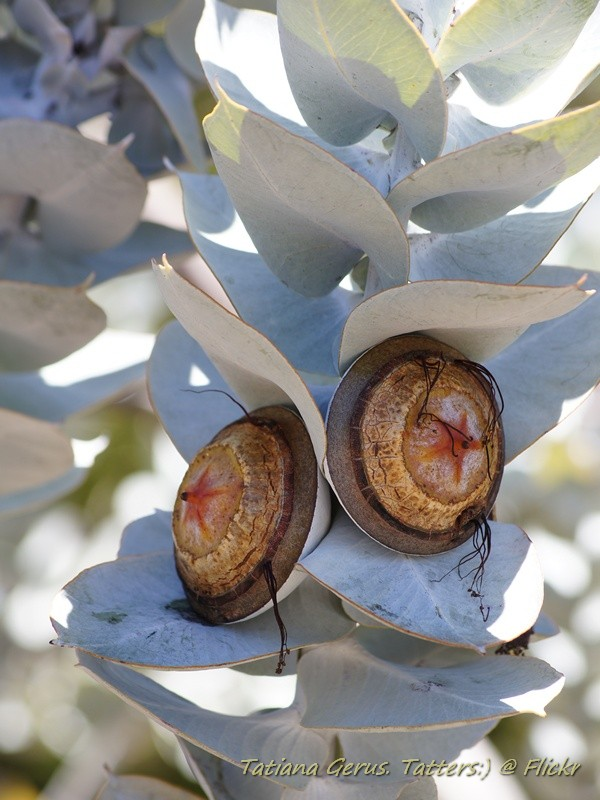